# West End Girls
«West End Girls» (Castellano: «Chicas de West End») es una canción compuesta, interpretada y escrita por el dúo de synthpop británico Pet Shop Boys, lanzada originalmente en 1984 en colaboración con el productor Bobby Orlando y posteriormente relanzada en 1985 e incluida en su álbum debut Please.
Es una canción de estilo synthpop, influenciada ligeramente por «The Message», canción del grupo hip hop Grandmaster Flash and the Furious Five. La letra está relacionada con las diferencias de clases y las presiones de la vida en Londres, que se inspiraron en parte en el poema de T. S. Eliot "La tierra baldía". Fue bien recibida por críticos de música contemporánea, y ha sido frecuentemente citada como uno de los puntos altos de la carrera del dúo, donde llegó a la cima de las listas del Reino Unido, Estados Unidos, Canadá, Nueva Zelanda, Noruega, Hong Kong, vendiendo 1,5 millones de copias.

## Primera versión
En 1983, dos años después del encuentro entre Lowe y Tennant en King's Road y la formalización del grupo, el dúo se interesa por los discos del productor estadounidense Bobby Orlando. Neil es enviado por Smash Hits a Nueva York para realizar una entrevista a The Police y él aprovecha para reunirse con Orlando. Comparten una comida y tras escuchar algunos demos de «Opportunities» e «It's A Sin» entre otros, deciden colaborar en un disco.
«West End Girls» es lanzada por Bobcat Records de Columbia Records el 9 de abril de 1984, convirtiéndose en un éxito en discotecas y clubes de la costa oeste y en la radio estudiantil de la costa este en Estados Unidos, mientras que en Europa brilló ligeramente en Francia, Bélgica e Ibiza (para deleite de Lowe).

## Relanzamiento
En marzo de 1985, luego de largas negociaciones el dúo termina su relación con Orlando y firman contrato con EMI. Comienzan a trabajar con el productor estadounidense Stephen Hague (conocido por sus trabajos con Malcolm Maclaren y Rock Steady Crew) en las canciones y demos que ya tenían preparados. «West End Girls» es regrabada con Hague y el ingeniero David Jacobs en una sesión de una semana en el Studio Two de Advision Studios, Londres.
De acuerdo con Jacobs, la canción requirió poca preproducción ya que la grabación anterior se presentaba como una demostración muy completa. Musicalmente, "está construida de manera muy simple con solo cuatro patrones rítmicos básicos", sin instrumentos "reales" en cuanto a producción, con la excepción de un platillo.
Se grabaron pistas de batería utilizando una caja Oberheim DMX, junto con bombo, caja, palmas, hi hat y pandereta. La parte de cuerda que recorre toda la pista se creó utilizando una combinación de sonidos de cuerdas estándar de sintetizadores E-mu Emulator I y Emulator II. La parte del bajo se hizo con tres sintetizadores MIDI: DX-7, Roland Jupiter 6 y el citado Emulator II. La voz del DX-7 era un sonido de percusión de tono muy bajo; no tenía mucha nota, pero le dio profundidad y ataque. El Júpiter proporcionó el cuerpo del sonido, y el Emu II en realidad estaba tocando una muestra de bombo, cuyo tono cambiaba a medida que se tocaba en el teclado para agregar algo de fuerza. Otros dos aspectos importantes fueron la parte de la conga, tocada en vivo; y el sonido parecido a un cencerro, en combinación con un sonido de coro del Emulator II, grabado en un secuenciador Roland MSQ-700 y girado manualmente en los lugares apropiados de la canción.
Por su parte, Hague tocó el solo de trompeta en esta versión en el emulador, tomando unas "seis horas para que la trompeta sonara genuina, tocando deliberadamente notas incorrectas para que sonara más 'jazz'". Además, grabó el ruido del tráfico que se escucha al principio utilizando un walkman profesional Sony en Gosfield Street, afuera de Advision.
Además de los versos de rap y los estribillos cantados por Tennant (cada uno usando diferentes micrófonos, uno para los versos y otro para los estribillos), se contrató a la cantante Helena Springs para cantar voces de fondo; partes de estos se muestrearon en el emulador para usarse donde se quisiera en la pista.
La canción se relanza el 28 de octubre de 1985 , como antesala al álbum debut del dúo, Please. Alcanza el número uno en el Reino Unido y los Estados Unidos en 1986.
El video musical fue dirigido por Andy Morahan y Eric Watson,en donde muestra al dúo caminando por las calles de Londres. Los lugares por donde pasean incluyen Wentworth Street en Petticoat Lane Market, una puerta de garaje roja, el metro de Londres y el vestíbulo de un centro comercial. Los Pet Shop Boys también posaron en South Bank, a orillas del río Támesis, con las Casas del Parlamento al fondo.El video fue nominado en los MTV Music Awards de 1986 en la categoría de "mejor artista nuevo", premio que luego ganó el videoclip de Take on Me.

## Reconocimientos
En 1987, la canción ganó el premio al mejor sencillo en los BRIT Awards, y al mejor sencillo británico en los Ivor Novello Awards.
En 2005, 20 años después de su lanzamiento, la canción obtuvo el premio de Canción de la década 1985-1994 por la British Academy of Composers and Songwriters.
Una encuesta de críticos realizada en 2020 por The Guardian seleccionó a «West End Girls» como el número uno de los 100 mejores sencillos número uno del Reino Unido.
En la reedición de Las 500 mejores canciones de todos los tiempos según Rolling Stone en 2021, la canción fue colocada en el puesto 433.

## Lista de canciones[11]

### Versión original de 1984
| Disco de 7" |                  |          |  |
| N.º         | Título           | Duración |  |
| 1.          | «West End Girls» | 4:14     |  |
| 2.          | «Pet Shop Boys»  | 3:59     |  |

| Disco de 12" |                                     |          |  |
| N.º          | Título                              | Duración |  |
| 1.           | «West End Girls (mix extendido)»    | 7:50     |  |
| 2.           | «Pet Shop Boys (versión extendida)» | 5:10     |  |

### Versión de 1985
| Disco de 7" |                                        |          |  |
| N.º         | Título                                 | Duración |  |
| 1.          | «West End Girls»                       | 3:55     |  |
| 2.          | «A Man Could Get Arrested (mix de 7")» | 4:50     |  |

| Disco de 10" de edición limitada |                                                  |          |  |
| N.º                              | Título                                           | Duración |  |
| 1.                               | «West End Girls (mix de 10")»                    | 7:05     |  |
| 2.                               | «A Man Could Get Arrested (versión alternativa)» | 4:18     |  |

| Disco de 12" |                                                  |          |  |
| N.º          | Título                                           | Duración |  |
| 1.           | «West End Girls (mix dance)»                     | 6:31     |  |
| 2.           | «A Man Could Get Arrested (versión alternativa)» | 4:18     |  |
| 3.           | «West End Girls (mix de 7")»                     | 3:55     |  |

## Posicionamiento en listas y certificaciones
| Lista (1984–1986)                                | Mejor posición |
| ------------------------------------------------ | -------------- |
| Alemania Occidental (Offizielle Deutsche Charts) | 2              |
| Australia (Kent Music Report)                    | 5              |
| Austria (Ö3 Austria Top 40)                      | 5              |
| Bélgica (Ultratop 50)                            | 6              |
| Canadá (RPM Top Singles)                         | 1              |
| España (AFYVE)                                   | 3              |
| Estados Unidos (Billboard Hot 100)               | 1              |
| Estados Unidos (Dance Music/Club Play Singles)   | 1              |
| Estados Unidos (Mainstream Rock Tracks)          | 37             |
| Estados Unidos (Hot R&B/Hip-Hop Songs)           | 36             |
| Estados Unidos (Adult Contemporary)              | 26             |
| Francia (SNEP)                                   | 7              |
| Irlanda (IRMA)                                   | 2              |
| Noruega (VG-lista)                               | 1              |
| Nueva Zelanda (Recorded Music NZ)                | 1              |
| Países Bajos (Dutch Top 40)                      | 3              |
| Reino Unido (UK Singles Chart)                   | 1              |
| Suecia (Sverigetopplistan)                       | 2              |
| Suiza (Schweizer Hitparade)                      | 2              |

| País        | Organismo certificador | Certificación    | Ventas  | Ref.   |
| ----------- | ---------------------- | ---------------- | ------- | ------ |
| Canadá      | CRIA                   | Disco de Oro     | 50 000  | [ 27 ] |
| Reino Unido | BPI                    | Disco de Platino | 600 000 | [ 28 ] |

### Sucesión en listas
| Anterior: «Merry Christmas Everyone» de Shakin' Stevens | UK Singles Chart — Sencillo Nro 1 11 de enero de 1986 — 18 de enero de 1986           | Siguiente: «The Sun Always Shines on T.V.» de A-ha   |
| Anterior: «I'm Your Man» de Wham!                       | RIANZ Singles Chart — Sencillo Nro 1 21 de febrero de 1986 — 14 de marzo de 1986      | Siguiente: «Rock Me Amadeus» de Falco                |
| Anterior: «Whenever You Need Somebody» de O'Chi Brown   | Dance Music/Club Play Singles — Sencillo Nro 1 3 de mayo de 1986 — 10 de mayo de 1986 | Siguiente: «Say It, Say It» de E.G. Daily            |
| Anterior: «Addicted to Love» de Robert Palmer           | Billboard Hot 100 — Sencillo Nro 1 10 de mayo de 1986 — 17 de mayo de 1986            | Siguiente: «Greatest Love of All» de Whitney Houston |
| Anterior: «Let's Go All the Way» de Sly Fox             | RPM Top Singles — Sencillo Nro 1 17 de mayo de 1986 — 24 de mayo de 1986              | Siguiente: «Live to Tell» de Madonna                 |